# Forest (Belgija)
Forest (fr.) ili Vorst (niz.) je jedna od 19 dvojezičnih općina u Regiji glavnoga grada Bruxellesa u Belgiji.
Graniči s briselskim općinama Anderlecht, Sint-Gillis, Elsene i Ukkel, te s flamanskom općinom Drogenbos.
U Forestu se nalaze dvije velike parkovne površine (Parc de Forest/Park van Vorst i Parque de Duden/Dudenpark), kao i tvornica Audija.
U ovoj općini se nalazi najviša visinska točka Bruxellesa (100 m) na kojoj se nalazi crkva sv. Augustina sagrađena u stilu art deco.

## Vanjske poveznice
- (fr.) (nizoz.) Službena stranica općine